# Patrizio Buanne
Patrizio Franco Buanne (* 20. September 1978 in Wien) ist ein österreichisch-italienischer Bariton, Liedermacher und Musikproduzent.

## Leben
Im Alter von elf Jahren nahm Buanne an Talentwettbewerben teil. Es folgten mehrere kleine Musikproduktionen und Auftritte mit seiner Rock-’n’-Roll-Band, wie auch Soloauftritte. Als er siebzehn war, arrangierte ein Musikproduzent einen Auftritt zum Besuch von Papst Johannes Paul II. im polnischen Breslau (Wrocław).
Das Lied, das jeweils zur Hälfte in Italienisch und Polnisch war, war für die Eröffnung der Messe geschrieben worden.
Mit 19 Jahren beendete Buanne sein Studium in Wien und zog zurück nach Italien. Er studierte Fremdsprachen an der Universität in Rom. Daneben wurde er Gast und Unterhalter in italienischen Fernsehsendungen wie Momenti di Gloria, Domenica In und Libero. Dies führte zu einem Vertrag bei der Firma, die Sendungen für die Rundfunkanstalten RAI und Mediaset produzierte. Außerdem investierte Buanne Geld in Konzerte und die selbst vertriebenen CDs und DVDs von Shake the Spaghetti (2002).
2004 wurde sein Debütalbum produziert: The Italian wurde im Abbey Road Studio mit dem Royal Philharmonic Orchestra in London fertiggestellt. Es erschien im Februar 2005 und erreichte die Top Ten in den britischen Pop-Charts, wo es innerhalb einer Woche Goldstatus erreichte. Die CD wurde mit Gold in Neuseeland sowie Doppel-Platin in Australien ausgezeichnet. Nach der Veröffentlichung von The Italian ging Buanne 2006 auf zwei Tourneen, darunter eine sechswöchige Tournee durch die Theater und Konzerthallen in Australien, Asien, Südafrika und Europa. Seine bei einem Konzert gefilmte DVD wurde im amerikanischen Fernsehsender PBS gezeigt, was zu seiner ersten US-Tournee führte. Diese spielte er in Konzerthallen mit 2500 – 3000 Plätzen.
Im Oktober 2006 wurde Buanne von A. Kenneth Ciongoli (Vorstand der National Italian American Foundation) eingeladen, bei ihrer jährlichen Gala in Washington DC zu singen. Dort wurde er dem amerikanischen Präsidenten vorgestellt.
Buannes zweite Album Forever Begins Tonight erreichte Platz 53 in den US-Charts. Darauf ist eine Version von Angels (genannt „Un Angelo“), im Original von Robbie Williams, zu finden. Dieses Lied wurde sein erster Radiohit in den USA.
Mehrere Millionen CDs wurden von The Italian und Forever Begins Tonight weltweit verkauft. Um seine Karriere voranzutreiben, zog Buanne nach Amerika. Zwei Jahre später unterschrieb er einen Vertrag mit Jim Morey in Los Angeles.
Morey sicherte Universal einen neuen Vertrag und begann unter der Leitung der Musikproduzenten Humberto Gatica und Brian Rawlings, Buannes drittes Album aufzunehmen. Diese CD mit dem Titel Patrizio (2009) schlug alle vorgehenden Rekorde von Patrizio Buanne. Eine Tournee durch Australien und Asien sowie eine erfolgreiche Werbetour durch Amerika folgten im Jahr 2010, das Album erreichte Platz 4 in den National Jazz Billboard Charts. Seitdem ist er bei Concord Records - Universal und Warner Music Germany unter Vertrag.
Buannes Italian Songbook und seine europäische Annäherung und Interpretation internationaler und amerikanischer Standards wurde, neben eigenen Kompositionen, sein Markenzeichen. Er hat Alben in Englisch, Italienisch, Spanisch, Französisch, Deutsch, Polnisch, Afrikaans, Japanisch und Chinesisch aufgenommen.

## Diskografie
- 2005: The Italian (Universal)
- 2006: Stand Up! (Champions Theme) (Single, Universal)
- 2007: Forever Begins Tonight (Universal)
- 2009: Patrizio (Warner)
- 2011: Life Is beautiful - Dankie Suid-Afrika (Non EMI)
- 2012: Wunderbar (Teldec-Warner)
- 2015: Viva la dolce vita
- 2016: Bravo Patrizio
- 2018: Italianissimo

## Auszeichnungen für Musikverkäufe
| Goldene Schallplatte - Australien - 2006: für das Album Forever Begins Tonight - 2011: für das Album Patrizio - Finnland - 2006: für das Album The Italian - Neuseeland - 2006: für das Album The Italian | Platin-Schallplatte - Australien - 2006: für das Videoalbum The Italian Live In Concert 2× Platin-Schallplatte - Australien - 2007: für das Album The Italian |

Anmerkung: Auszeichnungen in Ländern aus den Charttabellen bzw. Chartboxen sind in ebendiesen zu finden.
| Land/RegionAuszeichnungen für Musikverkäufe (Land/Region, Auszeichnungen, Verkäufe, Quellen) | Silber  | Gold     | Platin     | Verkäufe | Quellen                   |
| -------------------------------------------------------------------------------------------- | ------- | -------- | ---------- | -------- | ------------------------- |
| Australien (ARIA)                                                                            | —       | 2× Gold2 | 3× Platin3 | 225.000  | aria.com.au               |
| Finnland (IFPI)                                                                              | —       | Gold1    | —          | 16.124   | ifpi.fi                   |
| Neuseeland (RMNZ)                                                                            | —       | Gold1    | —          | 7.500    | aotearoamusiccharts.co.nz |
| Österreich (IFPI)                                                                            | —       | Gold1    | —          | 15.000   | ifpi.at                   |
| Vereinigtes Königreich (BPI)                                                                 | Silber1 | Gold1    | —          | 160.000  | bpi.co.uk                 |
| Insgesamt                                                                                    | Silber1 | 6× Gold6 | 3× Platin3 |          |                           |